# Dievturība
Dievturība – łotewski nurt rodzimowierstwa bałtyjskiego zapoczątkowany w roku 1925 (główny twórca to Ernests Brastiņš) na bazie idei przechowanych w tradycyjnych pieśniach łotewskich, zwanych daina, z których znaczna część pochodzi z okresu przedchrześcijańskiego. Nazwa pochodzi od łotewskiego słowa Dievs "Bóg" i starobałtyckiego turi "mający" na określenie osoby żyjącej w harmonii z Bogiem.
Współczesny ruch Dievturība na podstawie zachowanych w pieśniach fragmentów tradycyjnych idei dokonał usystematyzowania dawnych koncepcji i wierzeń, łącząc je w triady, np. trzy boginie wodne: Jūras māte (Matka morza), Udens māte (Matka wody) i Upes māte (Matka rzek) itd.

## Wierzenia
Dievturība jest światopoglądem panteistycznym, naczelnym bogiem jest Dievs, zaś pozostałe bóstwa są jego różnymi aspektami lub emanacjami. Pomimo prób usystematyzowania podstawowych pojęć, dievturība jest bardziej specyficznym sposobem życia niż zorganizowanym ruchem religijnym.